# باب بمر
رابرت ویلیام بمر (انگلیسی: Robert William Bemer);  (زاده ۸ فوریه ۱۹۲۰ – درگذشته ۲۲ ژوئن ۲۰۰۴) دانشمند رایانه بود که بیشتر به خاطر کارش در آی‌بی‌ام در اواخر دهه ۱۹۵۰ و اوایل دهه ۱۹۶۰ شناخته شد.

## سنین جوانی و تحصیل
بمر در سالت اس‌تی‌ئی. ماری، میشیگان به دنیا آمد، در سال ۱۹۳۶ از مدرسه کرنبروک کینگزوود فارغ‌التحصیل شد و در سال ۱۹۴۰ مدرک کارشناسی (BA) در رشته ریاضیات را در کالج البیون گرفت. او در سال ۱۹۴۱ مدرک مهندسی هوافضا را در موسسه فنی کرتیس رایت دریافت کرد.

## حرفه
بمر کار خود را به عنوان آیرودینامیک در شرکت هواپیماسازی داگلاس در سال ۱۹۴۱ آغاز کرد، سپس از سال ۱۹۵۱ برای شرکت رند کورپوریشن، از سال ۱۹۵۷ برای آی‌بی‌ام، از سال ۱۹۶۵ برای یو‌ان‌ای‌وی‌ای‌سی -اسپری رند ، از سال ۱۹۶۵ برای بول،  از سال ۱۹۷۰ در جنرال الکتریک و از سال ۱۹۷۴ برای هانی‌ول کار کرد.

## درگذشت
بمر در سال ۲۰۰۴ پس از مبارزه با سرطان در سن ۸۴ سالگی در خانه خود در پوسوم کینگدام لیک تگزاس درگذشت.